# Rodolfo Terlizzi
Rodolfo Terlizzi (Firenze, 1896. október 17. – Firenze, 1971. július 11.) olimpiai és világbajnok olasz tőrvívó.